# Георги Шагунов
Георги Петров Шагунов е един от първите български капелмайстори, автор на музиката на марша „Един завет“. Името му се свързва с развитието на българската воинска маршова песен и музикалния живот на Бургас. Композитор, музикален педагог, един от водещите музикални деятели със заслуги за музикалния напредък на България, почетен гражданин на Бургас.

## Биография
Георги Шагунов е роден в Пловдив. Баща му е от богат калоферски род, а майка му е гъркиня.
До 16-годишната си възраст Шагунов учи във френския католическия Колеж „Свети Августин“ в родния си град. През 1889 г. заминава за Лион, където завършва лицея „Сен Жан“, а след това вместо медицина, както е заръчал баща му, записва Лионската държавна консерватория. В продължение на 6 години изучава валдхорна и корнет, а също теория на музиката и диригентство. Негов учител е професор Луджини. Още по време на обучението си е избран за помощник-капелмайстор на Лионския градски духов оркестър.
През 1895 г. Шагунов се завръща в България и облича мундира на военен капелмайстор. Назначен е като войник-капелмайстор на духовия оркестър при Трети конен полк – Пловдив. След шестмесечна служба, през 1896 г. Георги Шагунов е изпратен за титулярен капелмайстор на 2-ри конен полк в Лом. През 1897 година се установява в Бургас, където живее до смъртта си. Взема участие в Първата Балканска война като капелмайстор на 30-и Шипченски полк. До пенсионирането си през 1930 г. е диригент на военния оркестър на 24-ти Пехотен Черноморски полк. На 6 май 1930 г. е награден с Народен орден „За гражданска заслуга“ V степен (Кавалерски кръст).
През годините Георги Шагунов се утвърждава сред водещите по негово време имена, дали значим принос за развитието на музикалната култура на България. Той е сред основателите на Музикално дружество „Родни звуци“ в Бургас и е диригент на Струнния Оркестър към дружеството. По същото време води клас „Медни духови инструменти“ в Музикалното училище.

## Творчество
Наред с дейността си за формиране на музикалната култура в Бургас, Георги Шагунов непрестанно твори. Автор е на камерна и симфонична музика, произведения за духов оркестър и др. Голяма част от оркестровите му творби са посветени на имена и събития от българската история. Музиката му е програмна, преобладават сюитните форми, мелодически свързани с българския фолклор. Значителна част от неговото творчество е посветена
на военните маршове.

### „Един завет“
През зимата на 1919 г. в първия си отпуск Георги П. Шагунов заварва първородния си син Петър току-що постъпил юнкер във Военното на Н.В. училище. Като вижда сина си строен и напет в красивата юнкерска униформа, развълнуваният Шагунов търси начин да изрази радостта и гордостта си. Тогава си спомня за стихотворението „Заветът на дедите“ на Иван Йончев, което толкова го е впечатлило на фронта. Само за няколко дни пламенните слова са облечени в маршова мелодия, която след отпуската юнкерът Петър Г. Шагунов занася като коледен подарък на съвипускниците си от 41--ви випуск на Военното училище (1919 – 22). Маршът се посреща с възторг от юнкерите. Те имат късмет: техен ротен командир да е майор Александър Морфов, който научава на марша целия випуск. Станала „модерна“, песента бързо се подема и от останалите поделения във ВНВУ.
Маршът „Заветът на дедите“, станал популярен като „Един завет“, се разпространява стихийно, както сред военните, така и сред гражданите. Скоро той влиза в репертоара на всички ученически и професионални хорове, вкл. „Гусла“ и „Кавал“, които го качват на голямата сцена – национална и международна. На един концерт на хор „Гусла“ във Варшава през 1935 г. гусларите завършват с този марш. Публиката изпада в екстаз и вика марша на бис отново и отново, скандирайки „Ели-забет“, както им звучи текстът...

### „Чеда сме ние на морето“
През 1937 г. в Георги П. Шагунов пише марш по думите на Борис Стоянов Илиев, кадет в Морско училище – випуск 1935 – 41 г. Названието на марша е „Чеда сме ние на морето“. Марша бързо се подема и става официален химн на Морското училище. След промените през 1944 г. марша спира да бъде официален химн, но продължава да се пее от курсантите. По някое време се правят леки корекции на някои от думите.. Но още далеч преди новите демократични промени през 1989 г. марша отново става официален химн на ВВМУ „Никола Вапцаров“.

## Наследство
В продължение на 50 години маестро Шагунов пише около 2000 произведения, в това число тържествения химн „Независимостта“. На честването на 50-години творческа дейност през 1946 г. той подарява своя архив на Градския съвет в Бургас. Двете кантонерки с нотни тетрадки години наред се подмятат по коридорите, после са свалени в мазето, където огнярът на общината пали с тях парното. Така завинаги се изгубва немалко от творчеството му. След години дъщеря му д-р Занекова занася друга част от архива му в Съюза на композиторите, но ѝ казват, че никой не се интересува от „фашистки песни“.
Творчеството на Георги Шагунов е преоткрито много по-късно. Оцелели са над 250 марша, както и произведения във всички жанрове на симфоничната, оперна и оркестрова музика.
В Териториална дирекция „Държавен архив“ – Бургас се намира личният фонд на Шагунов. Той включва и оригинална ръкописна партитура на Концерт за виолончело и симфоничен оркестър... По време на създаването на Виолончеловия концерт Шагунов вече е зрял творец, известен и уважаван в Бургас и в България като композитор, диригент, музикален педагог.

## Произведения
За симфоничен оркестър
- Симфония № 1 „Балканите“ (1931)
- Симфония № 2 „Марица“ (1931)
- Симфония № 3 „Пътуването в сън“ (1933)
- Симфония № 4 (1935)
- Симфония № 5 (1946)
- Симфония № 6 (1948)
- Фантазия „Христо Ботев“ (1922)
- Тържествена увертюра (1926)
- Симфонична сюита „Българка“ (1927)
- Увертюра „Родни звуци“ (1945)

За духов оркестър
Китки:
- „Кавал“ (1900)
- „Герда“ (1905)

Увертюри:
- „Македонка“ (1903)
- „Славянка“ (1904)
- „Емануил Манолов“ (1907)
- Увертюра (1915)
- Увертюра (1932)

Фантазии:
- „Христо Ботев“ (1914)
- „Ботеви спомени“ (1926)
- „Индже войвода“ (1926)
- „Лиляна“ (1927)
- „П. Яворов“ (1944)
- Алегро модерато (1915)
- „Поздрав на Витоша“ (1943)

За струнен оркестър
- Народни хора (1907)
- Пиеса (1915)
- „Ръченица“: №1 (1924), №2 (1926)
- Концерт за виолончело и струнен оркестър (1925)

Камерна музика
- Секстет „Последният час“ (1901)
- Духов квинтет (1948)
- Квинтет „Бургас“ (1948)
- Фантазия за цигулка и пиано „Мила родино“ (1942)

Маршове
- „Химн за Н. В. Царя“ (1908)
- „Независимостта“ (1908)
- Маршове за пиано (1921)
- „Юнаци Балканци“ (1926)
- „Маестро Михайлов“ (1931)
- „Родна песен“ (1932)
- „Гвардейци музиканти“ (1934)
- „Един завет“ (1934)
- „Юнак“ (1935)
- „Марш на българите“ (1939)
- „Ний идем“ (1939)
- „Боже, царя ни пази“
- „Царят ни зове напред“ и др.[2]

## Спортни изяви
През 1905 година млади, интелигентни и образовани хора, живели в чужбина, се обединяват в един от първите в града спортни клубови – „Бургаско Съюзно Колоездачно Дружество“. Сред членовете му, всички на възраст под 30 години, има държавни и общински служители, лекари, търговци и предприемачи. Един от първите колоездачи в Бургас е композиторът Георги Шагунов, който е пристигнал тук от Пловдив с колелото си. Като капелмайстор на 24-ти Черноморски Пехотен полк Шагунов композира марш за духов оркестър „Бургаски колоездач“ и го посвещава на клуба си. За самочувствие и принадлежност, местните колоездачи си изработват екипировка и знаме, чието освещаване в катедралния храм е съпроводено от музика и излет до Минералните бани. След войните председател на дружеството става композиторът Георги Шагунов.
Маестро Шагунов е автор на първия химн на най-стария бургаски спортен и футболен клуб „Черноморец“, който нарича „Черноморец – млад, сърцат!“
Георги Шагунов умира в Бургас на 10 ноември 1948 г. Потомците му емигрират в Гърция, където синът му е зъболекар.

## Награди
- Народен орден „За гражданска заслуга“ V степен (6 май 1930)
- Сребърен медал за наука и изкуство (6 май 1937)
- Възпоменателен медал за участие в Балканските войни (1912 – 1913) на зелена лента (14 юни 1938)[7]
- Медал за участие в Европейската война (1915-1918) на червена лента (14 юни 1938)[8]